# ألومنيوم المغرب
ألومنيوم المغرب هي شركة مغربية متخصصة في إنتاج لمحات من سبائك الألومنيوم، أنشئت عام 1976 من قبل مجموعة شركة العلمي في شراكة مع مجموعة بيشيني.
حيث توجه نسبة (٪85) من معظم منتجاتها لصناعة البناء، لكنها تغطي أيضا الاحتياجات المتعددة للقطاع الصناعي من:
- الميكانيكية،
- الكهربائية،
- الإلكترونيات،
- وسائل النقل،
- العرض،
- أثاث الشوارع،
- تكييف الهواء،
- الاتصالات السلكية واللاسلكية.